# NGC 3278
NGC 3278 (również PGC 31068) – galaktyka spiralna (Sc), znajdująca się w gwiazdozbiorze Pompy. Odkrył ją John Herschel 2 marca 1835 roku.
W galaktyce tej zaobserwowano supernową SN 2009bb.